# Ari Anjala
Ari Anjala, född den 31 maj 1958 i Tammerfors, är en finländsk orienterare som tog silver i stafett vid VM 1979 samt brons i stafett vid VM 1981 och 1991.